# Tom Gries
Tom Gries   (Chicago, 20 de desembre de 1922 - Pacific Palisades, 3 de gener de 1977) va ser un productor, director de cinema i guionista estatunidenc.

## Filmografia

### Director
- 1954:  Serpent Island
- 1955:  Hell's Horizon
- 1956:  Wire Service (sèrie TV)
- 1957: Richard Diamond, Private Detective (sèrie TV)
- 1958:  Girl in the Woods
- 1959: Johnny Ringo (sèrie TV)
- 1960: Checkmate (sèrie TV)
- 1962: Combat ! (sèrie TV)
- 1964: Voyage to the Bottom of the Sea (sèrie TV)
- 1965:  A Man Called Shenandoah (sèrie TV)
- 1965: I Spy (sèrie TV)
- 1965: Honey West (sèrie TV)
- 1966: Felony Squad (sèrie TV)
- 1966: The Rat Patrol (sèrie TV)
- 1967: Garrison's Gorillas (sèrie TV)
- 1968: Will Penny
- 1969: 100 Rifles
- 1970:  Fools
- 1970: The Hawaiians
- 1971: Earth II (TV)
- 1972: The Glass House (TV)
- 1972:  Journey Through Rosebud
- 1973:  Call to Danger (TV)
- 1973: The Connection (TV)
- 1973:  Lady Ice
- 1974: The Migrants (TV)
- 1974: QB VII (fulletó TV)
- 1974: The Healers (TV)
- 1975: Fugida suïcida (Breakout)
- 1975: Nevada exprés (Breakheart Pass)
- 1976: Helter Skelter (TV)
- 1976: Hunter (TV)
- 1977: La història de Cassius Clay (The Greatest)

### Guionista
- 1952: The Bushwhackers
- 1954: Hunters of the Deep
- 1955:  King Dinosaur
- 1955:  Hell's Horizon
- 1959: Mustang!
- 1968: Will Penny
- 1969: 100 Rifles

### Productor
- 1952: The Lusty Men
- 1953: El cervell de Donovan (Donovan's Brain)
- 1954: Hunters of the Deep
- 1973:  Hell's Horizon
- 1974: The Migrants (TV)
- 1976: Helter Skelter (TV)

## Premis i nominacions

### Premis
- 1964: Primetime Emmy a la millor direcció dramàtica per East Side/West Side
- 1972: Primetime Emmy a la millor direcció dramàtica per The Glass House
- 1972: Conquilla d'Or a la millor pel·lícula per The Glass House

### Nominacions
- 1974: Primetime Emmy al millor especial dramàtic o còmic per The Migrants
- 1974: Primetime Emmy a la millor direcció en especial dramàtic o còmic per The Migrants
- 1975: Primetime Emmy a la millor direcció en especial dramàtic o còmic per QB VII
- 1977: Primetime Emmy a la millor direcció en especial dramàtic o còmic per Helter Skelter